# Iran Air
A Iran Air é a companhia aérea de bandeira do Irão, fundado em 1944, baseada em Teerão e com base no Aeroporto de Tehran-Imam Khomeini.
A Iran Air, também conhecida como Companhia Aérea da República Islâmica do Irão, opera serviços regulares para 60 destinos e cinco serviços charter. Ela mantém seus hubs mais importantes nos seguintes aeroportos: Teerão, Isfahan, Mashhad e Shiraz. Recentemente, há notícias de que o governo iraniano pretende privatizar a companhia e suas subsidiárias, a Iran Air Tours e o Homa Hotel Group. [carece de fontes?]

## História
A Iran Air foi fundada em 1944 sob o seu primeiro nome Iranian Airways. O voo inaugural da companhia foi entre Teerão e a cidade de Mashhad. No período de 17 anos, ampliou decisivamente sua malha aérea doméstica e manteve poucos voos internacionais por semana. Em 1954, foi fundada uma outra companhia aérea privada sob o nome de Pars Airways, que inicialmente transportava apenas carga para a Europa.[carece de fontes?]
Mas, dada as peculiaridades geográficas iranianas e a falta de estradas ou caminhos-de-ferro seguros que ligassem as remotas regiões metropolitanas entre si, levou o ministro dos transportes a criar uma companhia aérea nacional em 10 de Fevereiro de 1961, com a fusão da Pars Airways e da Iranian Airways. A nova companhia recebeu o nome de Iran National Airlines Corporation (IranAir) e um novo logotipo e iniciou suas operações em Abril de 1962. Mas a expansão da IranAir deu-se nos anos 1960 e 1970.[carece de fontes?]
Com a revolução iraniana, a Iran Air teve que reorganizar suas operações comerciais. Teerão tornou-se o portão de entrada do país e as outras cidades perderam o status de internacional. Recentemente estão a ganhá-lo novamente. Com a guerra Irã-Iraque em 1980, a malha aérea doméstica iraniana sofreu muitos cancelamentos e irregularidades. Esta situação perdurou até 1988. [carece de fontes?]
Em 1981, o nome da companhia foi alterado para "Companhia Aérea da República Islâmica do Irão". Na década de 1990, adquiriu várias aeronaves até que o governo norte-americano impediu a compra de novos Airbus A330. Os EUA e os países-membros da UE bloqueiam o fornecimento de peças sobressalentes da Boeing ante crescimento das tensões entre os governos do Irão e dos EUA a cerca do programa nuclear iraniano.[carece de fontes?]

## Frota

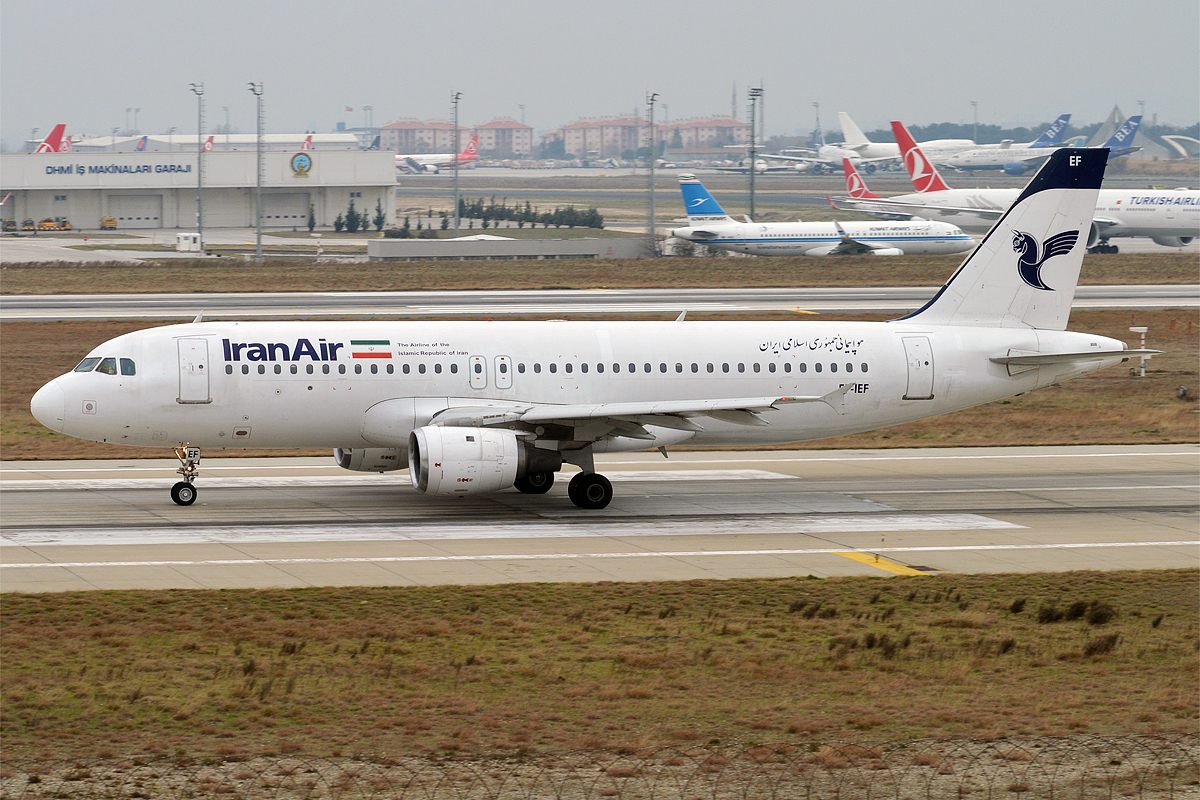
Airbus A320 da Iran Air.

Em Agosto de 2015, a frota da Iran Air era composta por 42 aeronaves, dos quais sete estavam inativos. Em Janeiro de 2016 a empresa assinou juntamente com a Airbus, um acordo histórico para aquisição de 118 aeronaves, para uma renovação completa de sua frota, com aeronaves novíssimas, com modelos Widebody como os recém lançados Airbus A350-1000 e Airbus A330-900neo que ainda não foram entregues a nenhum operador, o típico Airbus A330 e também o gigante dos céus Airbus A380. Para as viagens de menor distâncias foram requisitados os jatos Narrowbodies Airbus A320neo que apresentam uma nova opção de motor e também os com o motorização antiga. Quando a compra foi concretizada em Dezembro de 2016, a companhia cancelou os Airbus A380 pelo motivo de que o aeroporto de Teerão (HUB e sede da empresa) não tem estrutura para suportar o avião.
Porém, em de Dezembro de 2016, a empresa fechou um acordo no valor de $16,6 Bilhões de dólares o qual inclui 50 novos Boeing 737 MAX, 15 Boeing 777 da versão -300ER e 15 dos recém lançados Boeing 777X da versão -9X.
Em 2024 a frota da companhia são dos seguintes modelos:
| Aeronaves         | Quantidade | Ordens |
| ----------------- | ---------- | ------ |
| Airbus A300B4-200 | 1          | -      |
| Airbus A300-600R  | 4          |        |
| Airbus A310-300   | 1          | -      |
| Airbus A320       | 1          | -      |
| Airbus A321       | 1          | -      |
| Airbus A330-200   | 2          | -      |
| ATR-72-600        | 13         | -      |
| Boeing 747-200    | 1          | -      |
| Fokker 100        | 3          | -0     |
| Total             | 29         | -      |